# Esgrima nos Jogos Olímpicos de Verão da Juventude de 2018
As competições de esgrima nos Jogos Olímpicos de Verão da Juventude de 2018 ocorreram entre 7 e 10 de outubro em um total de sete eventos. As competições aconteceram no Pavilhão África, localizado no Parque Olímpico da Juventude, em Buenos Aires, Argentina.

## Calendário
| Outubro | 6 | 7 | 8 | 9 | 10 | 11 | 12 | 13 | 14 | 15 | 16 | 17 | 18 |
| ------- | - | - | - | - | -- | -- | -- | -- | -- | -- | -- | -- | -- |
| Esgrima |   | 2 | 2 | 2 | 1  |    |    |    |    |    |    |    |    |

|  | Dia de competição |  | Dia de final |

## Medalhistas
Masculino
| Evento           | Ouro                        | Prata                          | Bronze                                 |
| ---------------- | --------------------------- | ------------------------------ | -------------------------------------- |
| Espada detalhes  | Davide di Veroli ITA Itália | Paul Veltrup GER Alemanha      | Khasan Baudunov KGZ Quirguistão        |
| Florete detalhes | Armand Spichiger FRA França | Kenji Bravo USA Estados Unidos | Jonas Winterberg-Poulsen DEN Dinamarca |
| Sabre detalhes   | Krisztián Rabb HUN Hungria  | Hyun Jun KOR Coreia do Sul     | Mazen Elaraby EGY Egito                |

Feminino
| Evento           | Ouro                         | Prata                              | Bronze                          |
| ---------------- | ---------------------------- | ---------------------------------- | ------------------------------- |
| Espada detalhes  | Kateryna Chorniy UKR Ucrânia | Hsieh Kaylin Sin Yan HKG Hong Kong | Veronika Bieleszová CZE Chéquia |
| Florete detalhes | Yuka Ueno JPN Japão          | Martina Favaretto ITA Itália       | May Tieu USA Estados Unidos     |
| Sabre detalhes   | Liza Pusztai HUN Hungria     | Natalia Botello MEX México         | Lee Ju-eun KOR Coreia do Sul    |

Misto
| Evento           | Ouro | Prata | Bronze |
| ---------------- | --- | --- | --- |
| Equipes detalhes | Europa 1 HUN Krisztián Rabb HUN Liza Pusztai FRA Armand Spichiger ITA Martina Favaretto ITA Davide di Veroli UKR Kateryna Chorniy MIX Equipes de CONs mistos | Ásia-Oceania 1 KOR Hyun Jun KOR Lee Ju-eun TPE Chen Yi-tung JPN Yuka Ueno KGZ Khasan Baudunov HKG Hsieh Kaylin Sin Yan MIX Equipes de CONs mistos | Américas 1 USA Robert Vidovszky MEX Natalia Botello USA Kenji Bravo USA May Tieu USA Isaac Herbst USA Emily Vermeule MIX Equipes de CONs mistos |

## Quadro de medalhas
| Ordem | País                       | Medalha de ouro | Medalha de prata | Medalha de bronze |    |
| ----- | -------------------------- | --------------- | ---------------- | ----------------- | -- |
| 1     | HUN Hungria                | 2               |                  |                   | 2  |
| 2     | ITA Itália                 | 1               | 1                |                   | 2  |
| –     | MIX Equipes de CONs mistos | 1               | 1                | 1                 | 3  |
| 3     | FRA França                 | 1               |                  |                   | 1  |
|       | JPN Japão                  | 1               |                  |                   | 1  |
|       | UKR Ucrânia                | 1               |                  |                   | 1  |
| 6     | KOR Coreia do Sul          |                 | 1                | 1                 | 2  |
|       | USA Estados Unidos         |                 | 1                | 1                 | 2  |
| 8     | GER Alemanha               |                 | 1                |                   | 1  |
|       | HKG Hong Kong              |                 | 1                |                   | 1  |
|       | MEX México                 |                 | 1                |                   | 1  |
| 11    | DEN Dinamarca              |                 |                  | 1                 | 1  |
|       | EGY Egito                  |                 |                  | 1                 | 1  |
|       | KGZ Quirguistão            |                 |                  | 1                 | 1  |
|       | CZE Chéquia                |                 |                  | 1                 | 1  |
| TOTAL | TOTAL                      | 7               | 7                | 7                 | 21 |